# Oglasa sordida
Oglasa sordida är en fjärilsart som beskrevs av Alfred Ernest Wileman 1915. Oglasa sordida ingår i släktet Oglasa och familjen nattflyn. Inga underarter finns listade i Catalogue of Life.